# Dürre Henne
Dürre Henne war ein zum Rittergut Alberoda bei Aue gehöriges Vorwerk im Erzgebirge, das über umfangreichen Grundbesitz an Acker und Wiesen sowie über die Gasthofsgerechtigkeit verfügte. Der Gasthof „Dürre Henne“ entwickelte sich in der 1. Hälfte des 20. Jahrhunderts zu einem beliebten Ausflugsziel. Von 1922 bis 1930 pachtete der Touristen-Verein „Die Naturfreunde“ einige Räume des Gasthofs und richtete darin das Naturfreundeheim „Dürre Henne“ ein.
Nach dem Zweiten Weltkrieg wurde das Gasthofsgebäude als Unterkunft für Bergarbeiter genutzt und fiel in den 1950er Jahren dem Wismutbergbau des Objekts 09 zum Opfer. Heute erinnert an die „Dürre Henne“ eine Calcit-Gangbezeichnung im Grubenrevier Niederschlema-Alberoda-Hartenstein.